# Aleksander Oczkowski
Aleksander Oczkowski (ur. 9 grudnia 1933 w Bielsku, zm. 10 grudnia 2024) – polski kierowca rajdowy i wyścigowy.

## Życiorys
Karierę sportową rozpoczął od startów w rajdach w 1964 roku. Był pilotem takich zawodników, jak Otto Bartkowiak i Henryk Mandera. Jako kierowca na początku kariery używał Trabanta P601, a od 1970 – Polskiego Fiata 125p. Zajął m.in. trzecie miejsce w Rajdzie Wisły 1970 i piąte w Rajdzie Dolnośląskim 1971.
W 1972 roku skoncentrował się na startach samochodami Formuły Easter. W latach 1971-1974 jego mechanikiem był Wojciech Urbański. Do 1975 roku jego mechanikiem był Andrzej Wojciechowski. W swoim pierwszym sezonie startów – 1973 – Oczkowski wygrał dwa wyścigi i zdobył tytuł mistrza Polski. Zadebiutował wówczas ponadto w Pucharze Pokoju i Przyjaźni, zajmując m.in. trzecie miejsce w wyścigu w Toruniu. Rok później zajął natomiast szóste miejsce w zawodach na torze Most. W 1975 roku rozpoczął starty nowym Promotem Polonia I. W 1976 roku, po powrocie Formuły Easter do klasyfikacji mistrzostw Polski, wygrał zawody na torze Magnolia. W 1979 roku wygrał wyścig w Poznaniu. W sezonie 1980 również wygrał zawody w Poznaniu i zdobył wicemistrzostwo kraju. Następnie zakończył karierę.

## Wyniki
| Legenda oznaczeń w tabelach wyników Wyświetl szablon na nowej stronie | Legenda oznaczeń w tabelach wyników Wyświetl szablon na nowej stronie                                                                     |
| Oznaczenie                                                            | Wyjaśnienie |
| --------------------------------------------------------------------- | --- |
| Złoty                                                                 | Zwycięzca lub mistrzostwo |
| Srebrny                                                               | 2. miejsce lub wicemistrzostwo |
| Brązowy                                                               | 3. miejsce lub II wicemistrzostwo |
| Zielony                                                               | Ukończył, punktował (w klasyfikacji generalnej, gdy zdobył co najmniej jeden punkt na przestrzeni sezonu, poza trzema powyższymi opcjami) |
| Niebieski                                                             | Ukończył, nie punktował (w klasyfikacji generalnej, gdy nie zdobył co najmniej jednego punktu na przestrzeni sezonu)                      |
| Czerwony                                                              | Nie zakwalifikował się (NZ) |
| Czerwony                                                              | Nie prekwalifikował się (NPK) |
| Różowy                                                                | Nie ukończył (NU) |
| Różowy                                                                | Niesklasyfikowany (NS) (w klasyfikacji generalnej, gdy nie został sklasyfikowany w żadnym wyścigu sezonu)                                 |
| Czarny                                                                | Zdyskwalifikowany (DK) |
| Czarny                                                                | Wykluczony (WYK/EX) |
| Biały                                                                 | Nie wystartował (NW) |
| Biały                                                                 | Kontuzjowany (K/INJ) |
| Biały                                                                 | Wyścig odwołany (OD/C) |
| Bez koloru                                                            | Został wycofany (WYC/WD) |
| Bez koloru                                                            | Nie przybył (NP/DNA) |
| Bez koloru                                                            | Nie brał udziału w treningach (NT/DNP) |
| Bez koloru                                                            | Nie został zgłoszony (–) |
| Pogrubienie                                                           | Start z pole position |
| Kursywa                                                               | Najszybsze okrążenie wyścigu |
| †                                                                     | Nie ukończył, ale jego rezultat został zaliczony ze względu na przejechanie więcej niż 90% dystansu wyścigu.                              |
| *                                                                     | Sezon w trakcie |
| 1/2/3                                                                 | Punktowana pozycja w sprincie kwalifikacyjnym                                                                                             |
| Lista systemów punktacji Formuły 1                                    | |

### Puchar Pokoju i Przyjaźni
| Rok  | Samochód         | Silnik      | Wyniki w poszczególnych eliminacjach | Wyniki w poszczególnych eliminacjach | Wyniki w poszczególnych eliminacjach | Wyniki w poszczególnych eliminacjach | Wyniki w poszczególnych eliminacjach | Pkt. | Msc. |
| ---- | ---------------- | ----------- | ------------------------------------ | ------------------------------------ | ------------------------------------ | ------------------------------------ | ------------------------------------ | ---- | ---- |
| 1973 |                  |             | Czechosłowacja                       |                                      |                                      |                                      |                                      | ?    | 11   |
| 1973 | Promot-Rak 67    | Polski Fiat | ?                                    | 7                                    | ?                                    | 3                                    |                                      | ?    | 11   |
| 1974 |                  |             | Czechosłowacja                       |                                      |                                      |                                      |                                      | ?    | ?    |
| 1974 | Promot-Rak 67    | Polski Fiat | 6                                    | NW                                   | -                                    |                                      |                                      | ?    | ?    |
| 1975 |                  |             |                                      |                                      | Czechosłowacja                       |                                      |                                      | 33   | 20   |
| 1975 | Promot Polonia I | Polski Fiat | NW                                   | -                                    | NU                                   | 12                                   |                                      | 33   | 20   |
| 1976 |                  |             |                                      |                                      | Czechosłowacja                       |                                      | Czechosłowacja                       | 94   | 14   |
| 1976 | Promot Polonia I | Polski Fiat | 14                                   | -                                    | 13                                   | NU                                   | 14                                   | 94   | 14   |
| 1977 |                  |             |                                      |                                      | Czechosłowacja                       |                                      |                                      | 57   | 21   |
| 1977 | Promot Polonia I | Polski Fiat | -                                    | 19                                   | -                                    | 15                                   | -                                    | 57   | 21   |
| 1979 |                  |             |                                      |                                      | Czechosłowacja                       |                                      |                                      | 33   | 24   |
| 1979 | Promot Polonia I | Polski Fiat | -                                    | -                                    | -                                    | 12                                   | -                                    | 33   | 24   |

### Polska Formuła Easter
| Rok  | Zespół               | Samochód         | Silnik      | Wyniki w poszczególnych eliminacjach | Wyniki w poszczególnych eliminacjach | Wyniki w poszczególnych eliminacjach | Wyniki w poszczególnych eliminacjach | Wyniki w poszczególnych eliminacjach | Wyniki w poszczególnych eliminacjach | Pkt. | Msc. |
| ---- | -------------------- | ---------------- | ----------- | ------------------------------------ | ------------------------------------ | ------------------------------------ | ------------------------------------ | ------------------------------------ | ------------------------------------ | ---- | ---- |
| 1973 |                      |                  |             |                                      |                                      |                                      |                                      |                                      |                                      | ?    | 1    |
| 1973 | Automobilklub Śląski | Promot-Rak 67    | Polski Fiat | 2                                    | 1                                    | 1                                    | -                                    | 3                                    |                                      | ?    | 1    |
| 1976 |                      |                  |             |                                      |                                      |                                      |                                      |                                      |                                      | 96   | 7    |
| 1976 | Automobilklub Śląski | Promot Polonia I | Polski Fiat | 1                                    | -                                    | 2                                    |                                      |                                      |                                      | 96   | 7    |
| 1977 |                      |                  |             |                                      |                                      |                                      |                                      |                                      |                                      | 135  | 1    |
| 1977 | Automobilklub Śląski | Promot Polonia I | Polski Fiat | 2                                    | 2                                    | 3                                    | -                                    |                                      |                                      | 135  | 1    |
| 1979 |                      |                  |             |                                      |                                      |                                      |                                      |                                      |                                      | ?    | ?    |
| 1979 | Automobilklub Śląski | Promot Polonia I | Polski Fiat | ?                                    | 3                                    | ?                                    | 1                                    | ?                                    |                                      | ?    | ?    |
| 1980 |                      |                  |             | Polska                               | Polska                               | Polska                               | Polska                               | Polska                               | Polska                               | 182  | 2    |
| 1980 | Automobilklub Śląski | Promot Polonia I | Polski Fiat | 2                                    | 5                                    | 2                                    | 1                                    | NU                                   | NU                                   | 182  | 2    |

### Wschodnioniemiecka Formuła Easter
| Rok  | Zespół                   | Samochód      | Silnik      | Wyniki w poszczególnych eliminacjach | Wyniki w poszczególnych eliminacjach | Wyniki w poszczególnych eliminacjach | Wyniki w poszczególnych eliminacjach | Wyniki w poszczególnych eliminacjach | Pkt. | Msc. |
| ---- | ------------------------ | ------------- | ----------- | ------------------------------------ | ------------------------------------ | ------------------------------------ | ------------------------------------ | ------------------------------------ | ---- | ---- |
| 1973 |                          |               |             |                                      |                                      |                                      |                                      |                                      | 0    | NS   |
| 1973 | Automobilklub Warszawski | Promot-Rak 67 | Polski Fiat | -                                    | -                                    | -                                    | 6                                    | -                                    | 0    | NS   |